# 墨鳞
墨鳞（学名：Melanolepis multiglandulosa）为大戟科墨鳞属下的一个种。